# Поповка (Чеховский район)
Поповка — деревня в Чеховском районе Московской области, в составе муниципального образования сельское поселение Стремиловское (до 28 февраля 2005 года входила в состав Стремиловского сельского округа).

## Население
| 2002 | 2006 | 2010 |
| ---- | ---- | ---- |
| 18   | ↗20  | ↗60  |

## География
Поповка расположена примерно в 8 км на юг от Чехова, на левом берегу реки Сухая Лопасня (правый приток Лопасни), высота центра деревни над уровнем моря — 176 м. На 2016 год в Поповке зарегистрированы 7 улиц, 1 садовое товарищество и 1 ЖСПК.